# Munjado

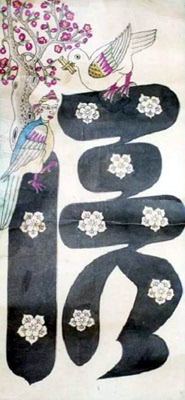
信 (xìn), la confiance, agrémenté d'oiseaux.

Munjado (Hangul : 문자도; Hanja: 文字圖), ou munja-do, désigne le type de paravent coréen qui décorait la chambre du maître de maison, orné des motifs de grands caractères chinois calligraphiés. Le terme désigne aussi ces grands motifs décoratifs composés de caractères calligraphiés sur papier. La peinture populaire coréenne à l'époque Joseon, qu'elle soit produite pour la cour ou pour les classes populaires, yangban ou classe moyenne supérieure prenait en général la forme de paravents. En conséquence, la distinction entre art populaire et art de cour est très malaisée à définirModèle:Burglind Jungmann, 2014.

## Un élément du décor coréen
Les munjado, ces paravents calligraphiés, montrent, de manière ostentatoire, l'appartenance au milieu des lettrés. Ces caractères reflètent l'idéologie confucéenne des vertus, grands principes de la morale yangban, l'idéologie servant ici de motif décoratif, à laquelle se mêle le souci de se protéger du « mauvais augure », un souci auspicieux venu du taoïsme. Le jeu sur les caractères est de tradition ancienne en Chine, mais la Corée a fait une spécialité caractéristique d'un courant de cet art populaire que l'on appelle minhwa. Les caractères sont agrémentés de motifs secondaires qui introduisent des éléments d'humour en relation avec les connotations du calligramme. Ils apportent de la couleur et renforcent l'aspect décoratif de l'ensemble.
Les motifs calligraphiques et les objets du lettré (chaek'kori) sont les peintures les plus représentatives de la production ornementale de l'époque Joseon.
Parmi les vertus, il peut y avoir une des huit vertus (八德) confucéennes. Chaque caractère évoque une vertu.
- 忠 (zhōng), fidèle, dévoué ;
- 孝 (xiào), piété filiale ;
- 仁 (rén), l'humanité, la bienveillance ;
- 爱 (ài), l'amour, l'affection ;
- 信 (xìn), la confiance ;
- 义 (yì), la justice ;
- 和 (hé), la gentillesse ;
- 平 (píng), la quiétude.

On peut également y trouver.
- 悌 (tì), l'amour et le respect pour les frères ainés ;
- 恕 (shù), la tolérance ;
- 智 (zhì), la sagesse ;
- 礼/禮 (lǐ), la politesse, la courtoisie.

Des munjado datant de la dynastie Yi et de la dynastie Joseon ont été retrouvés.

## Galerie

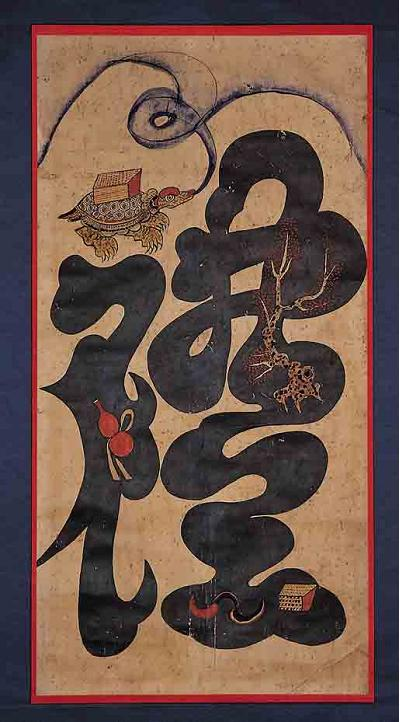
礼/禮 (lǐ), la politesse ; on aperçoit en haut Bìxì, un des neuf fils du dragon, au corps de tortue, portant une lourde stèle.
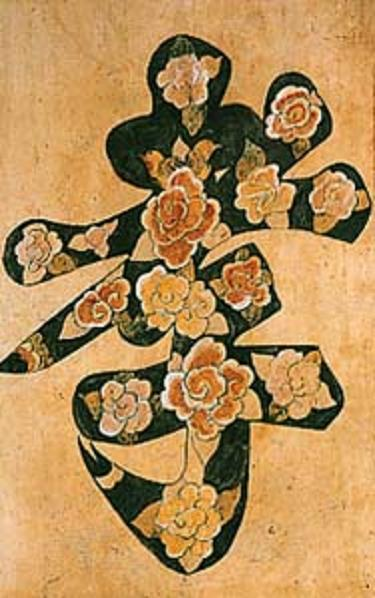
孝 (xiào), la piété filiale, agrémenté de fleurs.
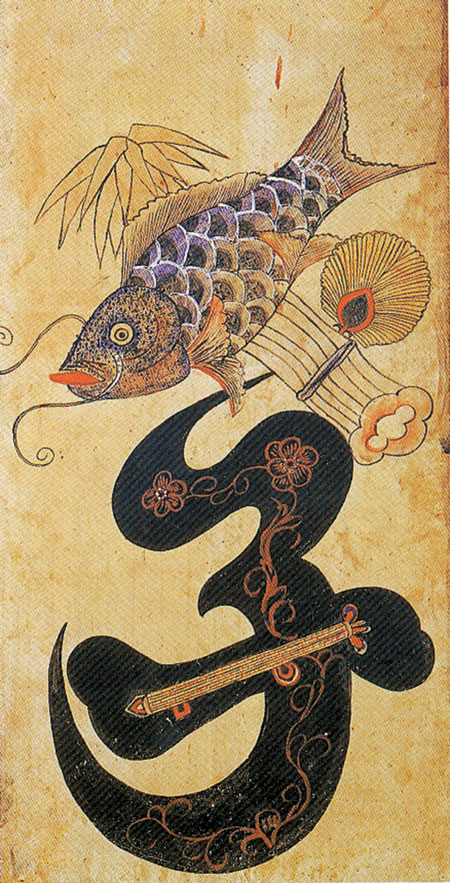
孝 (xiào) avec un poisson.  Encre et couleur s. papier, H. 76.8 cm. Seconde moitié du XIXe siècle. Brooklyn Museum
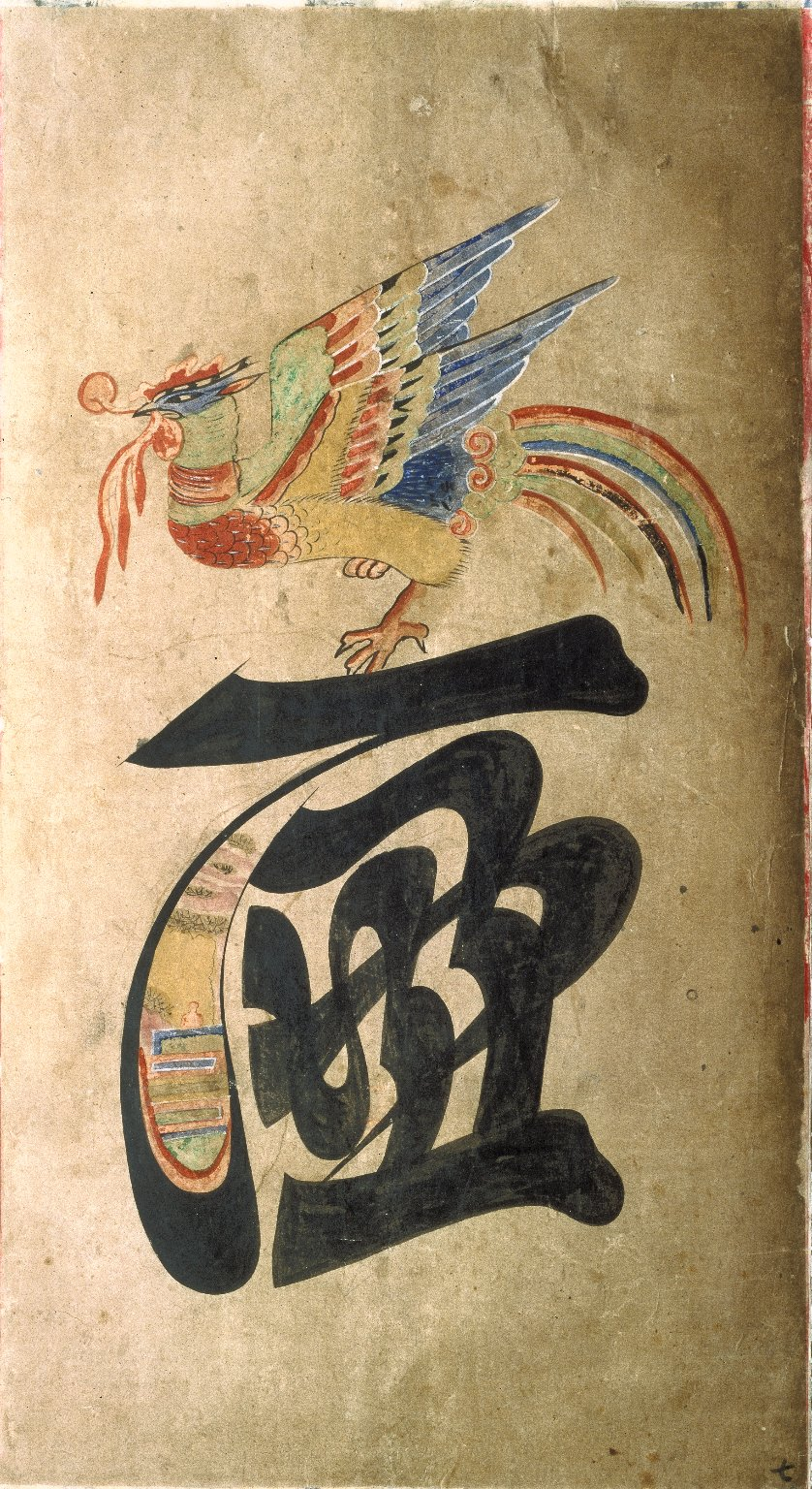
Caractère tiré d'un munjado. Encre et couleur s. papier, H. 76.8 cm. Seconde moitié du XIXe siècle. Brooklyn Museum
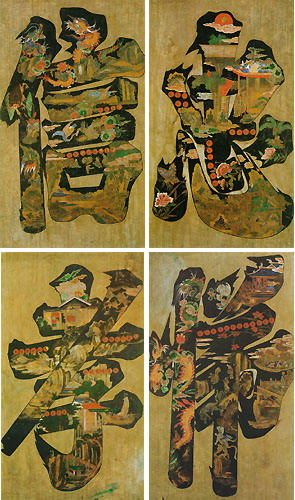
De gauche à droite, puis haut en bas, 信, 忠, 孝 et 悌. On y voit des dragons et des fleurs.
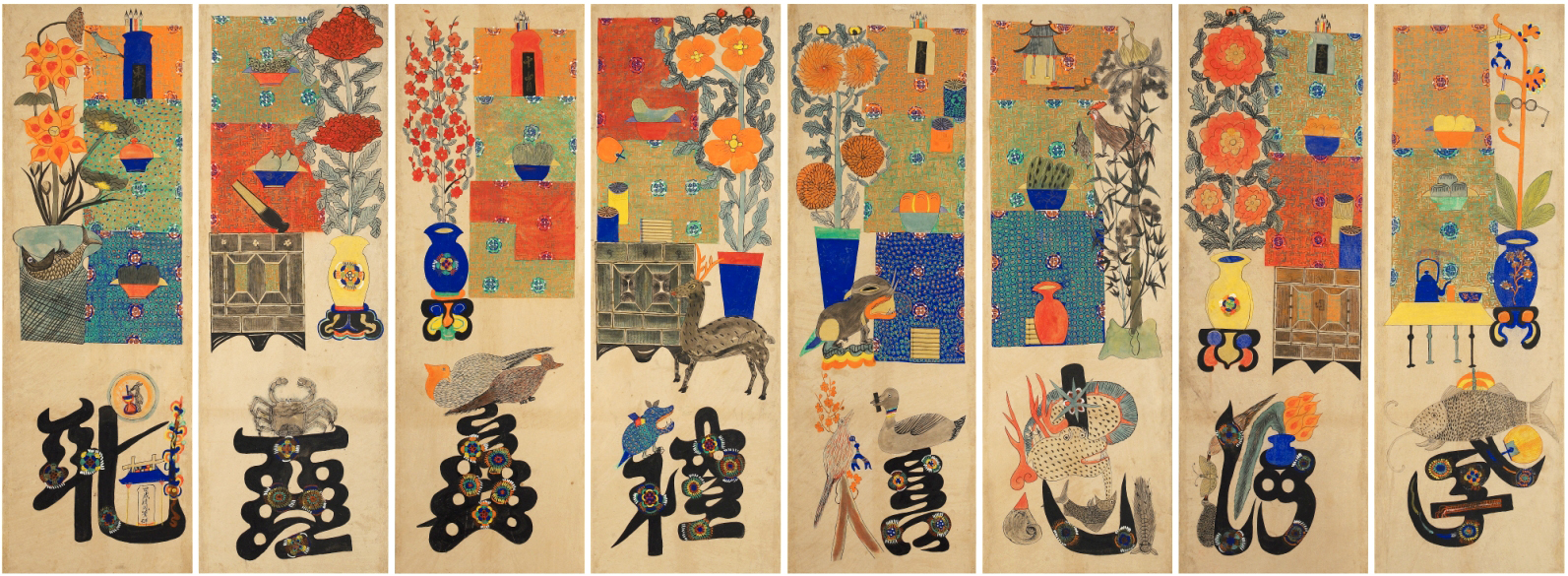
Paravent à 8 feuilles, décor : objets du lettré (chaekgeori) et motifs calligraphiés